# Кржеминский, Николай Николаевич
Николай Николаевич Кржеминский (1867—1931) — начальник штаба 6-го Сибирского армейского корпуса, генерал-майор, герой Первой мировой войны, участник Белого движения.

## Биография
Православный.
В 1887 году окончил Одесское пехотное юнкерское училище, был произведен подпоручиком (ст. 4.09.1888) в 56-й пехотный Житомирский полк. Произведен в поручики в 1892 году. В 1900 году окончил Николаевскую академию Генерального штаба по 1-му разряду и 24 мая того же года был произведен в штабс-капитаны «за отличные успехи в науках». Цензовое командование ротой отбывал в 56-м пехотном Житомирском полку (1900—1901). Произведен в капитаны 1 июня 1901 года.
17 ноября 1902 года переведен в Генеральный штаб с назначением старшим адъютантом штаба 3-й Восточно-Сибирской стрелковой бригады, которая с началом русско-японской войны была развернута в дивизию. За боевые отличия был награждён несколькими орденами и золотым оружием «за храбрость». Произведен в подполковники 6 декабря 1904 года. Назначен штаб-офицером для делопроизводства и поручений управления начальника военных сообщений при главнокомандующем на Дальнем Востоке (утвержден Высочайшим приказом от 5 августа 1905 года).
13 февраля 1906 года назначен старшим адъютантом штаба Приамурского военного округа. 26 января 1908 года назначен штаб-офицером для поручений при штабе Заамурского округа Отдельного корпуса пограничной стражи, а 6 декабря того же года произведен в полковники «за отличие по службе».
11 марта 1909 года назначен начальником штаба 3-й Сибирской стрелковой дивизии, с которой и вступил в Первую мировую войну. 27 ноября 1915 года назначен командиром 9-го Сибирского стрелкового полка. 22 сентября 1916 года произведен в генерал-майоры «за отличия в делах против неприятеля». Удостоен ордена Св. Георгия 4-й степени
За то, что, управляя правым боевым участком позиции на Бабитском языке и находясь под действительным артиллерийским и ружейным огнем противника, отразил ряд упорных атак противника 12 и особенно 14 января 1917 года, когда противник вел особенно ожесточенные атаки 17 января и когда противник, подготовив атаку сначала химическими снарядами, а с 8 часов до 13 часов огнем тяжелой артиллерии, в превосходных силах атаковал нашу позицию и прорвал таковую в районе Кальнцемского шоссе, генерал-майор Кржеминский, сохраняя спокойствие, искусным управлением использовав резервы, ликвидировал этот прорыв, восстановив положение, причем противник был отброшен, понеся тяжелые потери.
7 февраля 1917 года назначен начальником штаба 18-й Сибирской стрелковой дивизии, а 29 апреля — начальником штаба 6-го Сибирского армейского корпуса. В 1918 году попал в германский плен.
В Гражданскую войну участвовал в Белом движении на Юге России. В ноябре 1918 года — начальник штаба формирований Одесского центра Добровольческой армии, во ВСЮР и Русской армии был председателем военно-исторической комиссии. Эвакуировался из Севастополя на транспорте «Корнилов».
В эмиграции в Турции. Умер в 1931 году в Константинополе.

## Награды
- Орден Святого Станислава 3-й ст. (ВП 15.06.1902)
- Орден Святой Анны 3-й ст. с мечам и бантом (ВП 23.07.1904)
- Орден Святого Станислава 2-й ст. с мечами (ВП 25.10.1904)
- Орден Святой Анны 2-й ст. с мечами (ВП 30.07.1905)
- Орден Святого Владимира 4-й ст. с мечами и бантом (1906)
- мечи и бант к ордену Св. Станислава 3-й ст. (1906)
- Золотое оружие (ВП 11.06.1907)
- Орден Святого Владимира 3-й ст. (ВП 19.02.1912)
- мечи к ордену Св. Владимира 3-й ст. (ВП 27.04.1915)
- Высочайшее благоволение «за отличия в делах против неприятеля» (ВП 28.06.1915)
- Орден Святой Анны 4-й ст. с надписью «за храбрость» (10.06.1916)
- Орден Святого Георгия 4-й ст. (ПАФ 28.08.1917)
- старшинство в чине полковника с 6 декабря 1907 года (дополнение к ВП 15.08.1916)